# 胡贝特·施特罗尔茨
胡贝特·施特罗尔茨（德語：Hubert Strolz，1962年6月26日—），奥地利男子高山滑雪运动员。他曾代表奥地利参加1984年、1988年和1992年冬季奥林匹克运动会高山滑雪比赛，获得一枚金牌和一枚银牌。